# Paratemnoides magnificus
Paratemnoides magnificus es una especie de arácnido del orden Pseudoscorpionida de la familia Atemnidae.
.

## Distribución geográfica
Se encuentra en Nueva Guinea.